# LaSalle-Wacker Building
LaSalle-Wacker Building situé au 221 North LaSalle Street, est un gratte-ciel de 156 m de haut comprenant 41 étages à l'extrémité nord du canyon de la LaSalle Street dans le secteur communautaire du Loop à Chicago (Illinois, États-Unis). L'immeuble a été conçu par Holabird and Root.